# Hold Me Tight
A Hold Me Tight az angol rockzenekar, a The Beatles dala az 1963-as With the Beatles albumról. Először a Please Please Me album szekció során vették fel, de nem választották ki a felvételre, és újra felvették a második albumukra.

## Története
A dalt nagyrészt Paul McCartney írta még 1961-ben, és 1963-ig a Beatles színpadi fellépésének része volt. Megpróbálták felvenni a debütáló albumukra, de a felvett 13 felvétel közül egyet se ítélték megfelelőnek, és a kazetták megsemmisültek. Hét hónappal később további kilenc felvételt rögzítettek, a végső változat pedig a második próbálkozás hatodik és kilencedik felvételének szerkesztése volt, amely félhangon F-dúrban volt felgyorsítva.
McCartney és John Lennon is rossz véleményét fejezte ki a dallal kapcsolatban. Az 1980-as években a Mark Lewisohnnal készített interjúban McCartney azt mondja: "Nem sokra emlékszem ebből. Egyes dalok csak "munka" dalok voltak, nem sok emléked maradt rájuk. Ez az egyik." Barry Miles Paul McCartney: Many Years From Now című művében a dalszerző „sikertelen kísérletnek nevezi azt a kislemezt, amely aztán elfogadható albumkitöltővé vált”. Lennon 1980-ban azt mondta: "Ez Paul dala volt... Elég szegényes dal volt, és soha nem érdekelt igazán."
A Hold Me Tight-t a zenekritikusok hasonlóan alacsony tiszteletben tartják. A The Beatles: An Illustrated Record című könyvében Roy Carr és Tony Tyler az album legszegényebb számának nevezi, mondván, hogy "megbukik, mert McCartney elképzelése a teljes dallamról nyilvánvalóan kissé megereszkedett". Azt is állítják, hogy McCartney éneke „nem volt dallamos”. Ian MacDonald A fejek forradalma című könyvében azt mondja, hogy a dal rossz hírneve részben méltatlan, hozzátéve: "Játsszuk le hangosan, jól kiemelve a mélyeket, és van egy elemi erejű rockot fogunk hallani, amelyben érezhető az együttes élő megszólalásának dinamizmusa." A Rolling Stone-ban írt cikkében Rob Sheffield a dalt "borzasztónak" írja, és azt mondja, hogy ez megmenti a banda Till There Was You feldolgozását, amely szintén a With the Beatles albumon jelent meg, attól, hogy "minden idők legborzasztóbb pillanata legyen".
McCartney írt egy másik dalt hasonlóan Hold Me Tight címmel az 1973-as Red Rose Speedway címet viselő Wings albumon szereplő keverékhez.

## Közreműködött
Ian Macdonald szerint:
- Paul McCartney – ének, basszusgitár, taps
- John Lennon – harmónia ének, ritmusgitár, taps
- George Harrison – háttérének, szólógitár, taps
- Ringo Starr – dobok, taps
- George Martin – producer
- Norman Smith – hangmérnök

## Feldolgozások
Ebből a dalból legalább négy feldolgozást rögzítettek. A The Treasures, a Phil Spector által producerelt énekegyüttes 1963-ban rögzítette a dalt kislemezként (Shirley 500), amelyet a Philles Records jelentetett meg. A brit Stackridge együttes 1976-os Mr. Mick című albumán . A 2007-es Beatles témájú filmben, az Across the Universe – Csak a szerelem kellben Evan Rachel Wood énekével egy másik feldolgozása is megjelent, amelyet egy amerikai független zenekar, a The Northern Crowns rögzített a saját albumára. A Yé-yé zenekar, amely arról volt ismert, hogy a Beatles dalainak francia változatát adta elő, legnagyobb sikerét ennek a dalnak a francia változatával érte el, amely a C'est fou mais c'est tout címet viselte. A zenekar tagja volt René Angélil, aki később Céline Dion menedzsere és férje lett. Továbbá Al Stewart említést tesz a dallal kapcsolatban a Modern Times című albumának címadó dalában.

## Fordítás
Ez a szócikk részben vagy egészben  a   Hold Me Tight című angol Wikipédia-szócikk fordításán alapul.  Az eredeti cikk szerkesztőit annak laptörténete sorolja fel. Ez a jelzés csupán a megfogalmazás eredetét és a szerzői jogokat jelzi, nem szolgál a cikkben szereplő információk forrásmegjelöléseként.

## Külső hivatkozás
- Allan W. Pollack megjegyzései a Hold me Tight dalhoz